# SAGA
SVGV(사가)는 3인조 일렉트로 팝 그룹으로, 대한민국의 라미, 중국의 케빈, 일본의 리오로 이루어져 있다. 본래 라미와 리오로만 이루어진 2인조 그룹이었지만 후에 케빈이 가입하여 지금의 SVGV가 되었다.

사가는 2014년 데뷔 이후, 3월 29일 중국의 대형 온라인 동영상 사이트인 LETV에서 그들의 곡 "TOGETHER"가 일렉트로닉 음악 차트 1위에 올랐다.
며칠 뒤 4월 2일에는 일본의 음악 미디어인 BARKS에 처음 등장하자마자 아티스트 랭킹 1위에 올랐다.

## 구성원
RIO (리오)：프로듀서・프로그래밍
- 일본 출신[4]
- 일본, 중국, 미국, 인도네시아 등 여러 나라에서 음악 프로듀서로 활동한 후 SAGA를 결성.[5]

KEVIN (케빈)：보컬
- 중국 출신[6]
- 중국의 유명 오디션 프로그램에서 톱10 안에 든 후, 리오를 만나 SAGA의 멤버가 됨.

RAMY (라미)：보컬
- 대한민국 출신[7]
- 서울에서 뮤지컬을 공부하던 중 페이스북에서 리오의 메시지를 받고 SAGA에 합류.[8]

## 개요
2014
- SAGA로 활동하기 전, 리오와 케빈은 일본 후지 TV의 "제40회 New Years World Rock Festival"에 출연하였다.[9]

- 1월 18일 인도네시아 TV 버라이어티쇼 "Yuk Keep Smile"에 리오가 출연, 사가의 활동을 발표하였다.[10]

- 2월 6일 라미가 사가의 공식 멤버로 합류, 현재 사가의 멤버를 구성하고 활동을 시작하였다.[11]

- 3월 1일 공식 페이스북으로 사가의 데뷔를 알리고 활동을 시작, 2주 만에 각국에서 1만 명의 팬을 얻어 화제가 되었다.[12]

- 사가는 소녀시대, 슈퍼주니어, 샤이니, f(x) 등 SM 엔터테인먼트의 안무가로 잘 알려진 리노 나카소네와의 콜라보레이션 곡인 “ONE"의 일부를 발표했다. 4개국어로 평화의 메시지를 담은 노래인 “ONE"은 인도네시아 휴대전화 HIMAX의 광고음악으로 사용되었다.[13]

- 3월 16일 인도네시아 3대 방송국 중의 하나인 SCTV에 리오가 출연. 인도네시아의 유명 아이돌 체리 벨(Cherrybelle)의 노래 "Pura pura cinta”를 사가 버전으로 리믹스하여 체리 벨과 함께 방송하였다. 후에 이 사가믹스 버전은 SNS상에서 수많은 리스너들에게 회자되었다.[14]

- 3월 27일 일본 음악 미디어에 공식 데뷔 발표, 아시아 화제의 한·중·일 그룹으로 일본 미디어에 소개되었다.[15]

- 3월 29일 중국 미디어에 공식 데뷔 발표, 중국 대형 온라인 동영상 사이트인 LETV에 소개되었다.[16]

- 4월 1일 대한민국 미디어에 공식 데뷔 발표, 종합 일간지 아시아투데이에 사가의 기사가 실렸다.[17]

- 4월 2일 일본 음악 미디어 BARKS에 처음 등장하자마자 아티스트 랭킹 1위에 올랐다.[18]

- 사가는 중국에서 방영될 TV 드라마 "전승(傳承)"의 메인 주제가를 포함한 OST 전곡을 맡았다. 외국인이 TV 드라마의 주제가를 맡는 것은 중국 드라마로서는 처음 있는 일이다.[19]

- 5월 24일 매년 20만 명 이상이 모이는 인도네시아의 큰 축제 중 하나인 Ennichisai의 주제가를 맡으며, 공연했다.[20]

- 사가는 인도네시아 휴대전화 HIMAX의 브랜드 홍보대사이다.[21]
- 사가는 일본의 유명 피아노 브랜드 가와이 인도네시아의 홍보대사이다.

- 사가는 특정 기획사나 음악 레이블에 속해 있지 않고, 각국의 친구들과 자신들 스스로 독창적인 방법으로 모든 활동을 하고 있다.[22]

## SaGa의 기원
- SaGa는 SAGA의 전신으로, 리오를 중심으로 일본 에이벡스(AVEX)와 미국 Geneon Universal Entertainment Japan에서 데뷔한 이력이 있다.[23]

- 2005년 미국에서 "The Best Game of the Year"에 빛나는 VIEWTIFUL JOE의 애니메이션의 오프닝곡과 엔딩곡이 SaGa의 데뷔곡이 되었다.[24]

- 그 해 8월, 2번째 싱글인 VIEWTIFUL JOE의 새로운 오프닝 곡 "Spirit Awake”을 발매, 에이벡스에서 개최하는 축제 에이네이션(A-nation)에서 첫 라이브 무대를 선보였다.[25]

- 같은 해 11월, 3번째 싱글인 “MADOKA”를 발매, 이 곡은 세계적으로 유명한 애니메이션 이니셜 D의 삽입곡이 되었다.[26]

- SaGa는 2006년부터 허난TV에서 방영한 격투 프로그램 "Wulinfeng”의 주제곡을 프로듀싱하고, 중국의 허난TV와 일본 후지TV의 협업으로 기획된 “Wulinfeng”의 큰 대회인 "Global Top Fighter”에서 라이브 공연을 펼쳤다. 이 공연으로 인해, SaGa의 놀라운 음악과 의상은 선풍적인 반향을 일으켜 약 50여 개 이상의 현지 미디어에 소개되었다.[27]

- 과거의 SaGa와 현재의 한·중·일 SAGA는 완전히 다른 그룹으로 SaGa의 정보는 SAGA의 공식정보에 나와 있지 않다. 하지만 두 그룹 사이에는 이 그룹의 중심이되는 주제인 음악의 메시지성과 SAGA라는 이름이 뜻하는 바는 같다.  SAGA는 영어에서는 ‘여정’, 일본어에서는 '진정한 자아’라는 뜻을 담고 있다.

## 협업
- TOGETHER - 중국 드라마 ‘전승(傳承)’의 메인 테마곡[28]

- XINJIE - 중국 드라마 ‘전승(傳承)’의 엔딩곡[29]

- RAINBOW - 중국 드라마 ‘전승(傳承)’의 삽입곡[30]

- TRAVELING - 중국 드라마 ‘전승(傳承)’의 삽입곡[31]

- ONE - 인도네시아 휴대전화 'MAXTRON'의 광고음악[32]